# NGC 1184
NGC 1184 è una galassia lenticolare vista di taglio situata nella costellazione di Cefeo, a una distanza di circa 109 milioni di anni luce dalla nostra Via Lattea.

## Scoperta
La galassia è stata scoperta il 16 settembre 1787 dall'astronomo britannico di origine tedesca William Herschel.